# Thijs Waterink
Thijs Waterink (Arnhem, 26 december 1968) is een voormalig Nederlands voetballer die als verdediger speelde.
Waterink speelde voor de amateurs van ESA in Arnhem en maakte zijn debuut in de eerste divisie in het seizoen 1988/89 bij FC Wageningen. Hij speelde voor TOP Oss en FC Den Bosch voor hij naar Duitsland trok. Bij SC Paderborn raakte hij begin 2005 betrokken bij het omkoopschandaal rondom scheidsrechter Robert Hoyzer. Waterink gaf toe 10.000 euro als aanmoedigingspremie te hebben aangenomen rondom de bekerwedstrijd tegen Hamburger SV. Hij gaf aan dit geld na de wedstrijd onder zijn teamgenoten verdeeld te hebben. In mei 2005 werd hij door de DFB voor 4 maanden geschorst. Na zijn schorsing ging hij spelen voor De Bataven uit Gendt. Nadat hij gestopt was met spelen werd hij trainer van het tweede elftal van De Bataven en vanaf 2009 assistent-trainer bij het eerste elftal. In 2014 werd hij assistent-trainer bij De Treffers en in 2015 ging hij die functie vervullen bij Juliana '31. In april 2017 werd hij door Juliana samen met hoofdtrainer Arnold Brehler ontslagen.

## Spelersloopbaan
- ? -  ESA (amateurs)
- 1988/89 -  FC Wageningen
- 1989/91 -  De Treffers (amateurs)
- 1991/96 -  TOP Oss
- 1996/98 -  FC Den Bosch
- 1998/99 -  FC Gütersloh
- 1999/00 -  Arminia Bielefeld
- 2000/03 -  Karlsruher SC
- 2003/05 -  SC Paderborn
- 2005/08 -  De Bataven (amateurs)